# L'estate sta finendo (musikalbum av Righeira)
L'estate sta finendo är ett samlingsalbum av den italienska italo disco-duon Righeira, utgivet 1988 via skivbolaget CGD.

## Låtlista
| 1.           | "L'estate sta finendo" | Stefano Righi, Stefano Rota, Carmelo La Bionda                                                               | 3:46  |
| 2.           | "She Was My Love"      | Stefano Righi, Stefano Rota, Steve Piccolo                                                                   | 3:45  |
| 3.           | "Innamoratissimo"      | Stefano Righi, Stefano Rota, Michelangelo La Bionda, Carmelo La Bionda, Sergio Conforti, Cristiano Minellono | 4:00  |
| 4.           | "Solo Un Minuto"       | Stefano Righi, Sergio Conforti                                                                               | 3:02  |
| 5.           | "Bambini Forever"      | Stefano Righi, Stefano Rota, Michelangelo La Bionda, Carmelo La Bionda                                       | 4:26  |
| Total längd: | Total längd:           | Total längd:                                                                                                 | 19:00 |

| 1.           | "Oasi in città"     | Stefano Righi, Stefano Rota, Michelangelo La Bionda, Carmelo La Bionda                  | 4:58  |
| 2.           | "We Wanna Be Punk"  | Stefano Righi, Steve Piccolo                                                            | 3:35  |
| 3.           | "Italians a Go-Go"  | Stefano Righi, Stefano Rota, Michelangelo La Bionda, Carmelo La Bionda, Sergio Conforti | 4:10  |
| 4.           | "Adelante"          | Stefano Rota                                                                            | 3:47  |
| 5.           | "Prima dell'estate" | Stefano Righi, Stefano Rota, Carmelo La Bionda                                          | 3:00  |
| Total längd: | Total längd:        | Total längd:                                                                            | 19:30 |